# 香港話劇團
香港話劇團（英語：Hong Kong Repertory Theatre，簡稱HKREP）是香港歷史最悠久、最著名、規模最大之專業劇團之一，成立於1977年，於2001年公司化，獲香港特別行政區政府的資助，並註冊為非牟利團體，由理事會領導和監察政策和業務。話劇團聘用全職藝術總監、駐團導演、專業演員、技術及舞台管理、藝術行政及市務人員等專才，並融匯各方編、導、演及舞台人才，參與劇季製作和演出。劇團以製作和發展優質、具創意兼多元性的中外古今名劇及本地原創的戲劇作品，以及促進觀眾對戲劇的鑑賞力，豐富市民的文化生活及發揮旗艦劇團的領導角色為使命。

## 沿革
香港話劇團的首任藝術總監為楊世彭博士（任期：1983-1985、1990-2001），其後分別由陳尹瑩博士（任期：1986-1990）及毛俊輝（任期：2002-2008）先後擔任。2008年3月起，藝術總監一職由曾任教香港演藝學院戲劇學院近廿年的資深戲劇家陳敢權正式出任。2023年，剛卸任香港演藝學院戲劇學院院長的潘惠森接任為第六任藝術總監。現任行政總監為梁子麒。
香港話劇團以主流劇場製作為藝術定位，以均衡多元劇目為編排方針，以市場消費導向為營銷策略。翻譯和改編外國古典及近代戲劇，推介優秀的中國劇作，推動和發展香港原創劇。多年來曾演出超過280 個中外古今經典名劇及本地原創劇目，以粵語演出，個別製作輔以普通話場次。大部份演出配上中英文字幕，吸引觀眾。另外亦成立香港首個黑盒劇場，通過對劇場藝術不設規限的探討手法，為觀眾提供更多富創意和重文本的作品，從團員或合作者的創作過程去發掘、探索和發展新的題材或表演模式，並舉辦「黑盒劇場節」，引介各地實驗劇場。劇團亦於2009 年開展「讀戲劇場」，這是一種簡單的劇場形式，透過戲劇文本或者其他文學作品，給觀眾最遼闊的想像空間。另外，劇團曾作多類型嘗試，並融匯各方戲劇人才。為了推動話劇教育，亦有一些學校巡迴演出。
劇團除致力鞏固及拓展香港觀眾以盡提升市民的文化素質的社會責任外，還不斷探索跨境文化交流，包括邀請境外劇團或藝人聯合製作或演出，爭取更多到內地及海外演出的機會，拓展商機，塑造國際形象。在香港特區政府及企業贊助下曾進行多次外訪演出，足跡遍及北京、南京、上海、杭州、武漢、重慶、廣州、深圳、台北、澳門、日本、新加坡、三藩市、紐約及多倫多等地。
藝術教育亦是劇團的工作重點，包括製作教育主題的短劇到中學作巡迴演出；成立「香港話劇團附屬戲劇學校」，定期舉辦公開的戲劇技巧及舞台知識訓練課程；經常為大學、教育及慈善機構和社區組織主持戲劇工作坊及座談會。此外亦積極進行多元思維系列的戲劇教育劇場和外展教育活動；舉辦暑期戲劇訓練營和安排學生專場導賞演出，為年輕人營造欣賞戲劇的多元空間，提升他們對藝術欣賞的興趣及水準，培養新觀眾。

## 近年作品
- 《中國皇后號》
- 《奇幻聖誕夜》
- 《才子亂點俏佳人》
- 《我愛阿愛》
- 《魔鬼契約》
- 《李察三世》
- 《2029追殺1989》
- 《頂頭鎚》
- 《水中之書》
- 《新傾城之戀》
- 《傾城之戀》（相約北京藝術節）
- 《愈笨愈開心》
- 《Peter Pan小飛俠之幻影迷綜》
- 《求証》
- 《鄭和與成祖》
- 《鐵娘子》
- 《生殺之權》
- 《酸酸甜甜香港地》（編劇：何冀平，作曲：顧嘉煇，填詞：黃霑）
- 《不可兒戲》
- 《還魂香》
- 《梨花夢》
- 《暗戀桃花源》
- 《我與秋天有個約會》
- 《脫皮爸爸》
- 《都是龍袍惹的禍》
- 《紅》
- 《最後晚餐》
- 《最後作孽》
- 《結婚》
- 《維港乾了》
- 《原則》

## 經典作品
- 《我和春天有個約會》
- 《豆泥戰爭》
- 《遍地芳菲》
- 《德齡與慈禧》
- 《還魂香》
- 《如夢之夢》
- 《新傾城之戀》
- 《南海十三郎》
- 《人間有情》

## 外部連結
- 香港話劇團官方網站 （页面存档备份，存于）
- 香港話劇團在60年代，由朱克與友人創立，曾經改編《七十二家房客》、《絞刑架下的中鋒》和《人間地獄》等著名話劇，當時成員包括王葆珍、江漢、丁亮、苗金鳳、姜中平等。
- 陳敢權專訪。